# محمد عبد القادر سالم
محمد عبد القادر سالم مواليد 23 أغسطس 1948 متزوج وأب لولد وبنت ،عُين في 21 يوليو 2011 وزيراً للاتصالات وتكنولوجيا المعلومات ضمن وزارة عصام شرف. كان يتولى منصب مدير معهد تكنولوجيا المعلومات (مصر) (ITI) في وزارة الاتصالات وتكنولوجيا المعلومات (مصر) منذ عام 2002 علاوة على عضويته في مجلس أمناء المعهد قبل توليه منصب وزير الاتصالات وتكنولوجيا المعلومات.

## الدرجات العلمية
محمد سالم حاصل على درجتيّ الماجستير والدكتوراه في الهندسة الكهربائية، من قسم هندسة الحاسبات والنظم من جامعة عين شمس، كما حصل على درجة البكالوريوس في الهندسة الكهربائية من الكلية الفنية العسكرية. وبالإضافة إلى ذلك، يعمل محمد سالم عضوا في مجلس إدارة مركز نظم المعلومات والحاسبات من كلية الاقتصاد والعلوم السياسية، جامعة القاهرة؛  وعضوا في مجلس إدارة كلية الحاسبات وتكنولوجيا المعلومات بجامعة 6 أكتوبر؛ ورئيسا للمؤتمر الدولي للاتصالات وتكنولوجيا المعلومات (ICICT) والمؤتمر الدولي للوسائط المتعددة (Digimedia) والمؤتمر العربي لنظم المعلومات الجغرافية (ArabMap).

## المناصب
عمل محمد سالم نائبا لمدير معهد تكنولوجيا المعلومات (مصر) في الفترة من يوليو 2000 حتى يوليو 2002، ومديرا لبرنامج التدريب الاحترافي بالمعهد في الفترة من يوليو 1993 حتى يوليو 2000.
كما عمل محاضرا في هندسة الحاسب الآلي ونظم المعلومات وعلوم الحاسب الآلي – في مجالات الذكاء الاصطناعي والنظم الخبيرة وهندسة البرمجيات وإدارة نظم المعلومات، وكذلك في إدارة مشاريع البرمجيات ونظم دعم القرار والتجارة الإلكترونية – وذلك في معهد تكنولوجيا المعلومات بكلية الاقتصاد والعلوم السياسية في جامعة القاهرة، وفي الأكاديمية العربية للعلوم والتكنولوجيا، والأكاديمية الدولية لعلوم الإعلام، وجامعة السادس من أكتوبر، وجامعة مصر الدولية.
كما عمل مستشارا في مجالات نظم المعلومات والحاسبات وتكنولوجيا المعلومات وتطبيقات الذكاء الاصطناعي.
وقد شارك الدكتور محمد سالم في العديد من المؤتمرات الدولية المتعلقة بالاتصالات وتكنولوجيا المعلومات، كما أن لديه العديد من المؤلفات حول المجالات المرتبطة بالاتصالات وتكنولوجيا المعلومات بما في ذلك التدريب على نظم المعلومات الجغرافية والتعلم عن بعد.

## المؤلفات
-	ITI Experience Towards E-Learning, 3rd Conference on E-Learning Applications, AUC, Cairo, 15-16 Jan., 2005.
-	Distant Learning, ITI Experience, Using the IT & Telecommunication in E-Education (with focus on the Arabic content on the Internet), Regional Seminar, Damascus, Syria, and 15-17 Jul., 2003.
-	Distant Learning, Will it Become the First Discipline? OICC 7th Seminar on GIS applications in Planning and Sustainable Development, Cairo Egypt, 13-15 Feb., 2001.
-	Adaptive Intelligent Agent, a Design Approach for a Decision Support System, Scientific Bulletin, Faculty of Engineering, Ain Shams University, No. 01/31, 31/3/1996.
-	Computer Network Security, Technology and Armament Magazine, Vol. 5, No. 3, July 1990.
-	Computer Virus, Assigned Research by His Excellency the Egyptian Chief of Staff of the Armed Forces, January 1990